# Gora Sholohova
Gora Sholohova är ett berg i Antarktis. Det ligger i Östantarktis. Storbritannien gör anspråk på området. Toppen på Gora Sholohova är 1 606 meter över havet.
Terrängen runt Gora Sholohova är platt åt nordväst, men åt sydost är den kuperad. Gora Sholohova ligger uppe på en höjd som går i öst-västlig riktning. Trakten är obefolkad. Det finns inga samhällen i närheten.